# Paratriphleps
Paratriphleps is een geslacht van wantsen uit de familie bloemwantsen (Anthocoridae). Het geslacht werd voor het eerst wetenschappelijk beschreven door Champion in 1900.

## Soorten
Het genus bevat de volgende soorten:

- Paratriphleps laeviuscula Champion, 1900
- Paratriphleps pallida (Reuter, 1884)